# Daphnopsis macrophylla
Daphnopsis macrophylla är en tibastväxtart som först beskrevs av Carl Sigismund Kunth, och fick sitt nu gällande namn av Ernest Friedrich Gilg. Daphnopsis macrophylla ingår i släktet Daphnopsis och familjen tibastväxter. Inga underarter finns listade i Catalogue of Life.
Denna trädart har hittats i Ecuador. Arten är listad som "Nära hotad" enligt IUCN.